# Sensibilité (philosophie)
 (novembre 2023).
Si vous disposez d'ouvrages ou d'articles de référence ou si vous connaissez des sites web de qualité traitant du thème abordé ici, merci de compléter l'article en donnant les références utiles à sa vérifiabilité et en les liant à la section « Notes et références ».
La sensibilité désigne en philosophie la capacité, l'aptitude à réagir à des stimuli internes et externes, propre aux êtres vivants. Mais le terme désigne aussi la capacité de recevoir ou la faculté de former des sensations, visuelles, auditives ou autres, suivant si on l'entend en un sens passif ou actif. Enfin, la sensibilité est également la capacité de ressentir des émotions, d'avoir des états d'âme ou des passions.
Une longue tradition de philosophes a travaillé sur la notion de sensibilité. Aristote étudie la sensation et les cinq sens dans son traité De l'âme. Rousseau fait de la sensibilité naturelle l'origine de la morale dans son Émile ou De l'éducation. Kant considère que les formes a priori de la sensibilité, à savoir l'espace et le temps, sont la condition de toute expérience possible. Quant à la phénoménologie, elle se spécialise dans l'étude de la perception des phénomènes.